# 米蘭熱區
16°06′04″S 35°46′12″E / 16.101°S 35.770°E

米蘭熱區（葡萄牙語：Milange），是莫桑比克的行政區，位於該國中東部，由贊比西亞省負責管轄，首府設於米蘭熱，面積9,842平方公里，2007年人口498,635，人口密度每平方公里50.7人。